# لاورستان
لاورستان (بالفارسية: لاورستان) (بالإنجليزية: Lavarestan)‏، قرية في ناحية بيرم (بالفارسية: بخش بيرم)، قسم بلاده الريفي، مقاطعة لارستان، محافظة فارس، إيران. يبلغ عدد سكانها حسب إحصاء عام 2006 ميلادية 404 نسمة في 92 عائلة.